# José Tadeo Monagas

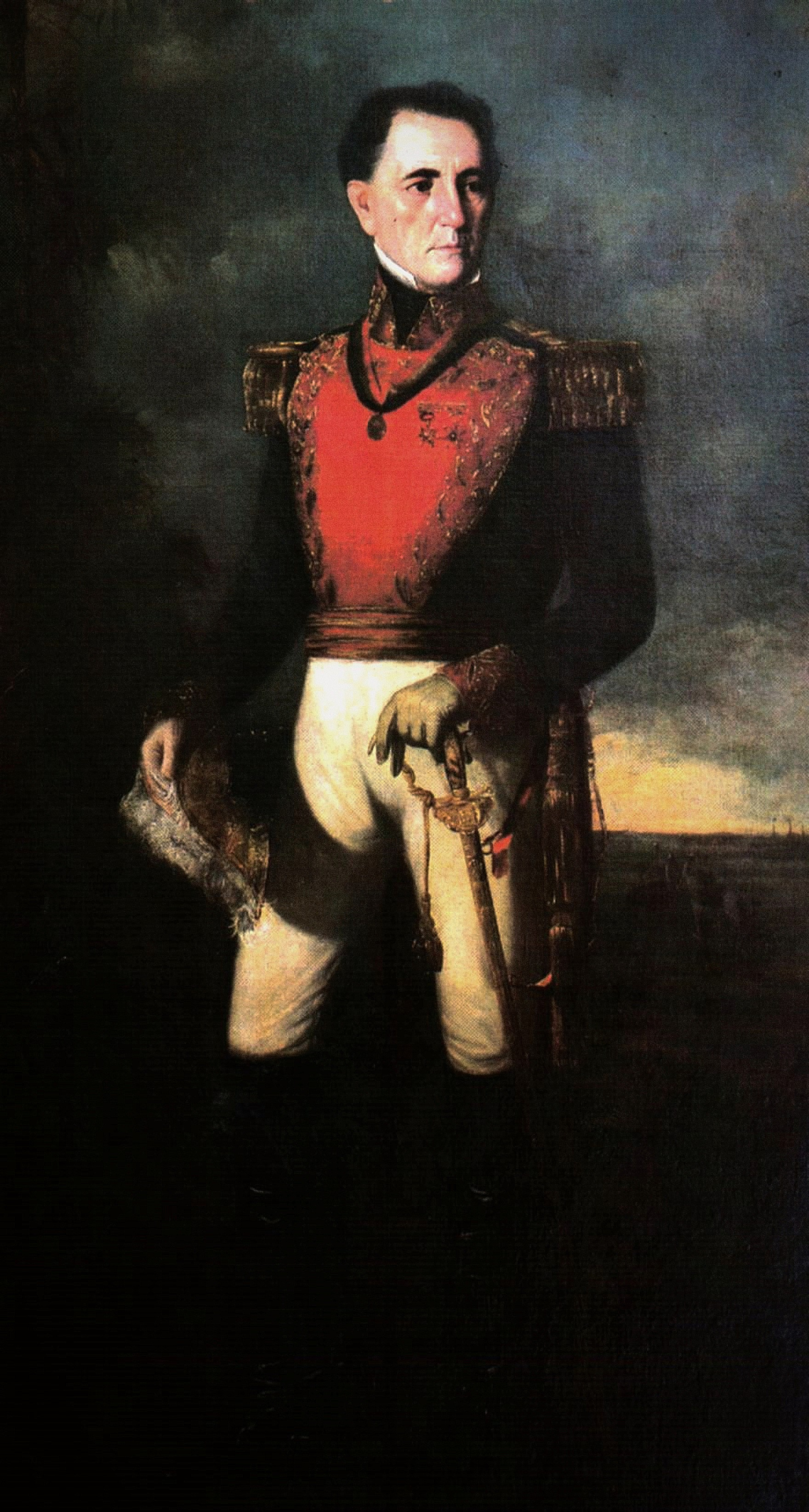
José Tadeo Monagas.

José Tadeo Monagas Burgos (* 28. Oktober 1784 in Amana de Tamarindo, Vizekönigreich Neuspanien, heute Teil von Maturín im venezolanischen Bundesstaat Monagas; † 18. November 1868 in Caracas, Venezuela) war ein venezolanischer Unabhängigkeitskämpfer und Politiker. Er war zweimal Präsident des Landes (1855–1858 und 1847–1851). Seine Anhänger waren die Tadeístas.

## Leben

### Elternhaus und frühe Kindheit (1784–1810)
José Tadeo Monagas wurde am 28. Oktober 1784 in Amana de Tamarindo, einem kleinen Dorf rund zehn Kilometer südsüdöstlich von Maturín, als Judas Tadeo Monagas Burgos geboren. Der Historiker Ramón Azpurúa bemerkte in seinen Biografias de hombres notables de Hispano-América (1877), dass Monagas seinen Namen üblicherweise „J. Tadeo Monagas“ schrieb. Dadurch entstand in der Öffentlichkeit die Eindruck, er heiße „José Tadeo“, der sich in der Geschichtsschreibung ungeprüft fortpflanzte. Seine Mutter hieß Perfecta Burgos Villasana. Sein Vater, Francisco José Monagas Fernández († 1814), war Großgrundbesitzer und Viehzüchter und begann schon früh damit, seinen Sohn zu einem tüchtigen Landwirt und Gutsbesitzer zu erziehen.

### Beginn der Militärkarriere
Von Anfang an, seit Juli 1810, standen die Monagas auf Seiten der Republik, allerdings ist nicht klar, in welcher Funktion. Nach der Kapitulation der Ersten Republik durch Francisco de Miranda am 25. Juli 1812 in San Mateo (vgl. Unabhängigkeitskriege in Venezuela) floh Monagas in unbesiedelte Regionen. Ob und inwieweit er vorher eine militärische Ausbildung genossen hatte, ist nicht nachweisbar. Er begab sich nach Süden an den Orinoko und organisierte mit anderen berittenen Patrioten einen Guerillakrieg gegen die spanischen Kolonialtruppen. Sein erstes Gefecht wird bei Bocas del Pao, 80 Kilometer westlich der heutigen Ciudad Bolívar im venezolanischen Bundesstaat Anzoátegui, Anfang 1813 angegeben. Das Treffen muss bis spätestens Mitte Februar stattgefunden haben. Nach dem Gefecht schloss er sich Manuel Villapol an, der bereits während der Ersten Republik durchaus erfolgreich die Spanier bekämpft hatte und in der Region geblieben war. Anfang Januar hatten die nach Trinidad geflohenen Patrioten das Protokoll von Chacachacare zur Befreiung Venezuelas unterzeichnet und waren im äußersten Nordosten auf der Halbinsel Güiria gelandet. Santiago Mariño, der Oberbefehlshaber, entsandte eine Abteilung nach Maturin, die die Stadt am 2. Februar einnahm. Villapol und Monagas schlossen sich den von Manuel Piar geführten Truppen Mariños an. Als Monagas mit seinen Reitern hinzustieß, erhielt er den Rang eines alférez, eines fahnentragender Kompanieleutnants, und er nahm an der anschließenden Verteidigung Maturins am 19./20. März als Kommandeur einer Schwadron teil.

### Während Bolívars Zweiter Republik
Er war an den erwähnten Kämpfen um Maturín gegen den designierten Gouverneur der kolonialen Provinz Lorenzo Fernández de la Hoz und gegen den spanischen Oberbefehlshaber in Venezuela Domingo de Monteverde (25. Mai 1813) beteiligt. Am 2. Oktober stellte er sich zusammen mit José María Freites und seinem elf Jahre jüngeren Bruder José Gregorio erfolgreich einem ersten Feldzug der Llaneros von José Tomás Boves entgegen. Mit Vicente Campo Elías hingegen entging er gegen den gleichen Gegner in der ersten Schlacht von La Puerta, einer Schlucht etwas nördlich von Calabozo, der Vernichtung der republikanischen Truppen an diesem 3. Februar 1814 nur mit Glück dem Tode. Mit dem Sieg Mariños von Bocachica am 31. März, an dem er beteiligt war, entsetzte er den San Mateo verteidigenden Simón Bolívar. Er war auch im Ostheer, als dieses in Arao bei einem Gegenfeldzug an den spanischen Kräften unter José Ceballos scheiterte und es gemeinsam mit Bolívars Truppen Ceballos in der ersten Schlacht von Carabobo am 28. Mai vernichtend schlug. Wegen seiner Leistungen in dieser Zeit wurde er zum Obersten befördert.
Nach der Niederlage in der zweiten Schlacht von La Puerta kehrte Monagas mit dem Gros des Ostheeres wieder in seine Heimat zurück, wo er die zweite Jahreshälfte 1814 verbrachte. Vermutlich unter dem Befehl von José Francisco Bermúdez, der sich mit Bolívar nicht über die Taktik einigen konnte, nahm er an der blutigen Niederlage in der Verzögerungsschlacht von Aragua de Barcelona 80 Kilometer südlich der heutigen Hauptstadt des Bundesstaates Anzoátegui teil. Im Oktober 1814 war er in Maturín, und bei der endgültigen Vernichtung der Republikaner durch José Tomás Boves und Tomás José Morales in Urica und Maturín im Dezember 1814 befand er sich gleichfalls auf den Schlachtfeldern.

### Unermüdlich für die Republik
Anfang 1815 war er wieder im Süden des heutigen Bundesstaates Anzoátegui, wo er mit einigen Unverwüstlichen eine Truppe aufgebaut hatte, die sich während der ersten Jahreshälfte vergeblich zur Küste durchzuschlagen versuchte. Im Juni vereinigte er sich dem Guerillas von Manuel Cedeño, um zur Jahresmitte erfolglos Angostura (Ciudad Bolívar) zu attackieren. Zum Jahresende stieß auch Pedro Zaraza mit seinen von ihm geworbenen Truppen hinzu.
Die gescheiterte Landungsoperation Bolívars von Ocumare de la Costa, an der zentralvenezolanischen Küste, Mitte 1816, führte der Gruppe um Monagas, die unter Gregor MacGregor und Carlos Soublette nach Osten durchgebrochen 600 Soldaten dieser Expedition zu. Mit diesen Verstärkungen und Monagas als Oberbefehlshaber, begannen die Patrioten den Angriff auf Barcelona. Die Einnahme des Hafens Mitte September eröffnete Bolívar die Chance am Jahresende, mit einer zweiten Expedition gesichert anzulanden. Im Anschluss war er bei der Zerschlagung der spanischen Streitkräfte in der Region beteiligt (El Juncal, 27. September). Er war zwar im Mai 1817 bei dem Kongress von Cariaco anwesend, bei dem Mariño eine Republik ausrief und sich selbst zum Oberkommandierenden wählen ließ, aber danach schloss er sich Bolívar an. Mit Bolívar operierte Monagas zuerst an der Küste und in der zweiten Jahreshälfte am Orinoko bei der Einnahme von Angostura und Ciudad Guayana.
Inzwischen zum Brigadegeneral avanciert, war er bei Bolívar, als dieser die Spanier 1818 im Rahmen seiner „Zentrumskampagne“ in Mittelvenezuela angriff. Nach deren Scheitern, kehrte Monagas in den Osten zurück, beteiligte sich 1819 an der Ablenkung für Bolívars Neu-Granada-Feldzug (siehe Die Schlacht von Boyacá) und schaffte es, vor Inkrafttreten des Waffenstillstands von Santa Ana (bei Trujillo) 1820, mit einigen Gefechten, seine Heimatregion südlich von Barcelona (das nach dem Verlust 1817, von Rafael Urdaneta mit der Unterstützung von Johann von Uslar zurückerobert worden war) endgültig zu befreien. Während Bolívars Carabobo-Feldzug 1821 (siehe Die Schlacht von Carabobo), sicherte er den Osten des Landes und Bolívar machte ihn dafür zum Divisionsgeneral.
Während in Westen die Kämpfe mit den Spaniern noch andauerten, übernahm er 1822 den Posten des Gouverneurs von Barcelona und war Kommandant der östlichen Orinokoregion. Nachdem auch im Westen von Venezuela die Spanier endgültig besiegt waren, heiratete er 1823 Luisa Oriach Ladrón de Guevara und zog sich auf seine Hacienda zurück.

### Von 1830 bis 1846
Als 1830 die von Paez angeführte Bewegung zur Loslösung Venezuelas von Großkolumbien, gepaart mit antibolivarianischen Tendenzen zur politischen Instabilität im Land führte, bekannte er sich zu Bolívar und dem von ihm geschaffenen Staat. Dies brachte ihn in Opposition zu Paez und dessen Gefolgsleuten, aber das Zerbrechen von Großkolumbien konnte er nicht verhindern. Monagas war Föderalist, und als Liberaler nicht immer mit der konservativen Politik Bolívars einverstanden gewesen, aber mit dem von Paez durchgeführten radikalen Bruch, sah er sein Befreiungswerk in Gefahr. Er nahm daher an der „Befriedung des Ostens“ zugunsten einer Abspaltung und einer Wiedererrichtung von Großkolumbien teil. Im Mai 1831 wurde daher in Barcelona eine aus den östlichen Provinzen Venezuelas bestehende föderale Republik unter Santiago Mariño, mit Monagas als Stellvertreter, ausgerufen. Paez gelang es mittels geschickter Verhandlungen im Juni seine ehemaligen Mitstreiter von der nationalen Einheit und zum Niederlegen der Waffen zu überzeugen. Monagas und seine Freunde wurden dafür amnestiert, und Monagas zog sich erneut ins Privatleben zurück.
1835 unterstützte Monagas La Revolución de las Reformas (die Revolution der Reformen) gegen Präsident José María Vargas. Die Revolution wurde von Mariño geführt. Die Generale Diego Ibarra, Pedro Carujo, Justo Briceño, José Laurencio Silva, Pedro Briceño Méndez und Julián Castro nahmen am Aufstand teil. Carujo stellte Präsident Vargas unter Hausarrest. Páez half Vargas militärisch und die Rebellion scheiterte. Monagas wurde von Páez noch einmal am 3. November 1835 begnadigt. Von 1835 bis 1846 lebte Monagas auf seinem Landgut bei Aragua de Barcelona.

### Erste Amtszeit als Präsident (1847–1851)
1846 trat Monagas mit der Unterstützung des Parteivorsitzenden Paez und dem amtierenden Präsidenten Carlos Soublette für die Konservativen als Präsidentschaftskandidat an. Gegen seinen Mitkandidaten Bartolomé Salom setzte er sich innerparteilich deswegen durch, weil Paez glaubte, sein Einfluss auf Monagas wäre größer, als der auf Salom. Monagas gewann die Wahl gegen seinen liberalen Gegner Antonio Leocadio Guzmán (den Vater des venezolanischen Präsidenten Antonio Guzmán Blanco). Vom Kongress Ende Januar 1847 bestätigt, trat Monagas sein Amt am 1. März an.
Monagas' liberale Grundhaltung, die sich in seinen Entscheidungen als Präsident widerspiegelte, führte zum Zerwürfnis mit der Partei, für die er aufgestellt worden war. Seinen liberalen Gegenkandidaten, der noch unter Soublette angeklagt und zum Tod verurteilt worden war, begnadigte er. Monagas tauschte konservative gegen liberale Minister aus, worauf sich die Stimmung im Parlament gegen ihn wandte. Die Lage spitzte sich zu, als die Abgeordneten den Präsidenten zur Verantwortung ziehen wollten. Eine aufgebrachte Menschenmenge stürmte am 24. Januar 1848 den Kongress zugunsten von Monagas. Der Anschlag auf den Kongress (El Asalto al Congreso), bei dem einige Abgeordnete umgebracht wurden, verhinderte die Verurteilung von Monagas und festigte auch Macht späterer Präsidenten gegenüber dem Parlament. Sein Nachfolger wurde 1851 sein Bruder José Gregorio.

### Zweite Präsidentschaft (1855–1858)
Unmittelbar nach seinem Bruder, den er in seinem Sinne gelenkt hatte, wurde Monagas erneut zum Präsidenten gewählt. Seine Popularität war jedoch im Schwinden begriffen, weil er versuchte, eine Familiendynastie auf dem Präsidentensessel einzurichten, und offenbar auch, weil er sein Amt zur Selbstbereicherung im großen Stil missbrauchte. Ein Jahr vor dem regulären Ende seiner Amtszeit, 1858, kam er einem Aufstand gegen ihn zuvor, legte sein Amt nieder und floh in die französische Botschaft. Danach ging er für 6 Jahre ins Exil.

### Der letzte Aufstand (1868)
Nach seiner Rückkehr 1864 begann er damit, Unzufriedene um sich zu scharen, mit denen er 1868 einen bewaffneten Aufstand gegen die Regierung durchführte, die sogenannte „Blaue Revolution“. Als erfahrener Militär konnte er die Kämpfe für sich entscheiden und zog im Juni 1868 als Sieger in Caracas ein. Obwohl der inzwischen 83-Jährige nicht mehr über die Konstitution verfügte, um noch einmal Präsident zu werden, ließ er sich erneut aufstellen, verstarb aber im November, noch bevor die Wahlen stattfanden. Oberbefehlshaber der Streitkräfte und provisorischer Staatspräsident wurde Anfang 1869 sein Sohn José Ruperto Monagas, dessen Versuch einer Wiederherstellung der Monagas-Herrschaft aber an Widerständen in der Provinz scheiterte, weshalb er das Amt im April 1870 aufgeben musste.
Er starb an einer Lungenentzündung. Nicht einmal neun Jahre nach seinem Tod wurden José Tadeo Monagas’ sterbliche Überreste im Mai 1877 in den Pantéon Nacional in Caracas überführt.

## Genealogie
José Tadeo Monagas hatte zehn Geschwister.
- Maria Celestina
- María Eufemia
- José Gregorio (* 4. Mai 1795; † 15. Juli 1858), Präsident Venezuelas (1851; 1854)
- María de los Reyes
- Antonio Gerardo
- Francisco José († 1860)
- María Rosaura
- José Baltazar
- Pacífico
- Petronila Antonia

José Tadeo Monagas war mit Luisa Oriach Ladrón de Guevara (* 6. November 1801) verheiratet. Das Ehepaar hatte neun Kinder.
- Clara Antonia (* 1824)
- José Tadeo (* 1828)
- Ruperto Ascensión (* 1830)
- José Ruperto (* 1831; † 1880), Präsident Venezuelas (1869; 1870)
- Maria Iginia (* 1833)
- Celestina (* 1833)
- Luisa Teresa (* 1834)
- Simón Antonio (* 1839)
- Pacífico (* 1840)